# Ruscova (gmina)
Ruscova – gmina w Rumunii, w okręgu Marmarosz. Obejmuje tylko jedną miejscowość Ruscova. W 2011 roku liczyła 5541 mieszkańców.